# Cratere Bondarenko
Bondarenko è un cratere lunare di 28,26 km situato nella parte sud-occidentale della faccia nascosta della Luna.